# Les Diablotins rouges
Pour plus de détails, voir Fiche technique et Distribution.
Les Diablotins rouges (Красные дьяволята) est un film d'aventures soviétique réalisé par Ivan Perestiani et sorti en 1923.
Il s'agit de l'adaptation de nouvelle éponyme de Pavel Bliakhine (ru), parue en 1922.

## Synopsis
Les événements décrits dans le film se déroulent peu après la guerre civile (1917-1921) qui vient de s'achever, en Ukraine (Gouvernement de Iekaterinoslav), avec en toile de fond les combats de la première armée de cavalerie de Semion Boudienny contre les détachements de Nestor Makhno.
Le film raconte les aventures héroïques de trois jeunes éclaireurs, soldats de la première armée de cavalerie : Micha, Douniacha et un ancien marin devenu acrobate de rue, Tom Jackson, remarqué pour sa peau noire. Le village où vivent les jeunes héros du film est attaqué par les hommes de Makhno et leur père est tué. Les garçons décident d'organiser un petit détachement pour se venger du meurtrier et aider les troupes de Boudienny. Ils attaquent Garbouzenko, un marchand revenant du marché, se battent avec les Makhnovistes et désarment tout le détachement. Tom, un esclave libéré par eux, rejoint le détachement.
Au cours des opérations, Micha, blessé, est jeté dans la rivière par les ennemis, et seule l'aide de Tom, qui se cache, lui permet d'échapper à la mort. Douniacha, qui a été capturée, a les pieds nus meurtris par de l'eau bouillante et est traînée sur une corde pour être pendue à un arbre, mais ses amis la sauvent in extremis. Après s'être rétablis, les « diablotins » parviennent à capturer Makhno, à le mettre dans un sac et à le livrer à Boudienny, ce qui vaut à chacun de recevoir l'Ordre du Drapeau Rouge en récompense.

## Fiche technique
- Titre français : Les Diablotins rouges[2]
- Titre original russe : Красные дьяволята, Krasnye diavoliata[3]
- Réalisation : Ivan Perestiani
- Scénario : Ivan Perestiani d'après la nouvelle éponyme de Pavel Bliakhine (ru), paru en 1922.
- Photographie : Alexandre Digmelov (ru)
- Musique : Ivan Gokiel (ru)
- Décors : Fiodor Pouch
- Société de production : Studio d'Odessa
- Pays de production :  Union soviétique
- Langue originale : russe (film muet)
- Format : noir et blanc - Muet
- Genre : film d'aventures, film de gangsters
- Durée : 84 min (3 800 mètres : 12 bobines)
- Dates de sortie: 
  - Union soviétique : 25 septembre 1923 (Tbilissi) ; 30 novembre 1923 (Moscou)

## Distribution
- Kador Ben Salim (ru) : Tom Jackson

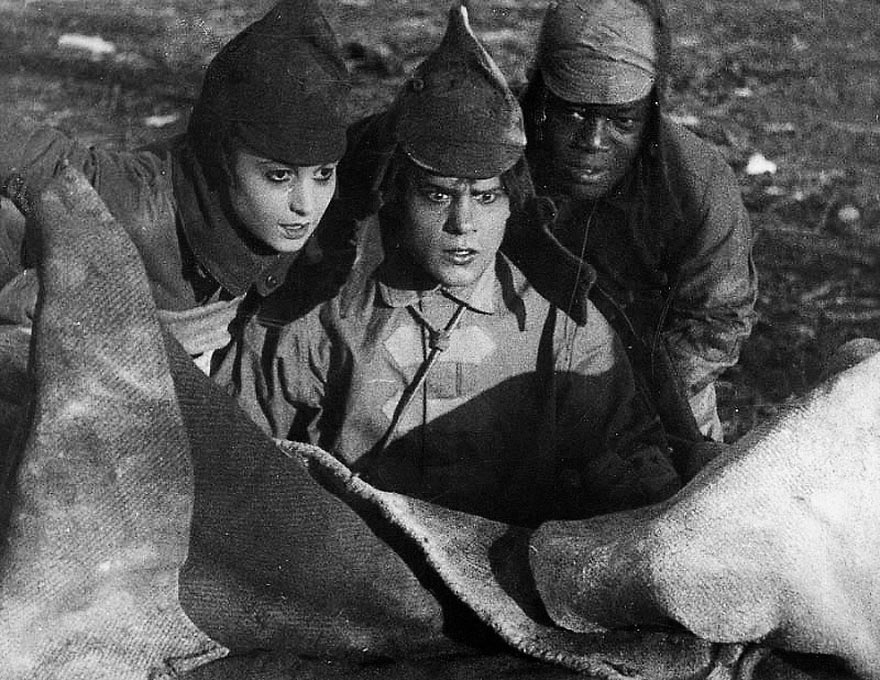
Une scène des Diablotins rouges.

- Vitali Brianski : le père Pavsikaki
- Konstantin Davidovski (ru) : Semion Boudienny
- Vladimir Koutcherenko (au générique Vladimir Soutyrine (ru)[a]) : Nestor Makhno
- Pavel Iessikosvki : Micha
- Sofia Jozeffi (ru) : Douniacha
- Gueorgui Makarov : le bandit

## Production

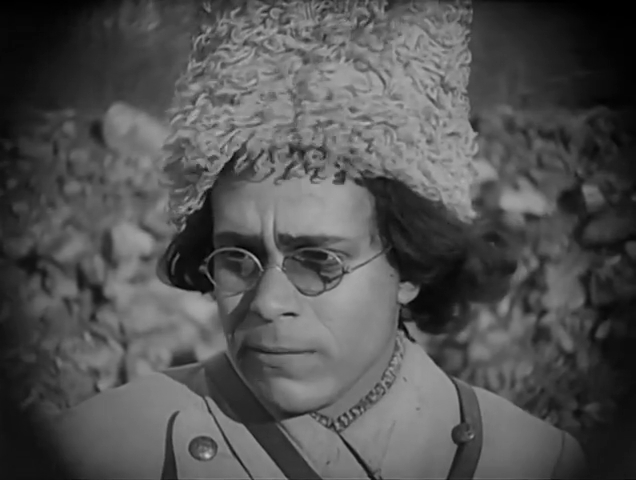
Vladimir Koutcherenko dans le rôle de Nestor Makhno.

Ivan Perestiani a rencontré Pavel Bliakhine (ru) au début de l'année 1923. Après avoir lu son histoire, le réalisateur eut l'idée d'en faire une adaptation cinématographique. Pour les rôles d'acteurs, il choisit des artistes du cirque de Tbilissi - l'acrobate et clown Pavel Iessikosvki, l'équilibriste Sofia Lipkina et le boxeur sénégalais, ancien combattant dans la guerre civile, Kador Ben Salim (ru), dont le pseudonyme de cirque Tom Jackson est devenu le nom de son personnage dans le film.
Le tournage a commencé le 27 février 1923, d'abord à Tiflis, à partir de la fin mars à Batoumi, en Crimée pendant l'été et le reste du tournage du pavillon à Tiflis. Le dernier jour de tournage fut le 24 août de la même année.
Malgré l'abondance de scènes d'action, il n'y avait pas de doublures pour les interprètes des rôles principaux. En faisant la funambule sur un mince fil de fer au-dessus d'un ravin, les bras tendus, Sofia Lipkina s'est tellement abîmé la paume des mains que le film a dû être interrompu pendant une semaine. Et de nouveau après s'être rétablie, l'actrice a, à deux reprises, franchi le ravin volontairement, pour avoir plus de prises, en se blessant gravement aux mains.
D'un point de vue historique, les événements du film n'ont pas de fondement réel. Le générique du film indique l'année 1918. Cette année-là, Nestor Makhno était le commandant de l'armée révolutionnaire soviétique des ouvriers et des paysans, et la première armée de cavalerie de Boudienny n'existait pas encore. En 1919, Makhno commande une brigade rebelle qui fait partie de la troisième armée soviétique ukrainienne. Ce n'est qu'en 1921 que les unités de partisans de Nestor Makhno ont finalement été reconnues comme des ennemis de classe des bolcheviks. C'est à cette époque que l'histoire des Diablotins rouges a été écrite. Au moment du tournage du film, en 1923, Makhno vivait en exil en Pologne et, bien entendu, il n'y a pas eu de captivité ni de transfert à Boudienny.

## Accueil
La succès de billetterie du film lors de sa sortie est triomphale. Les spectateurs ont littéralement pris d'assaut les salles de cinéma pour voir le film, que la Pravda elle-même a qualifié de « meilleur film soviétique ». D'autres journaux n'ont pas été moins enthousiastes. Ainsi, Kinogazeta écrit dans son numéro du 27 novembre : « Ce film est un miracle de la cinématographie soviétique. Un miracle auquel personne ne s'attendait. Car le métrage est parfait non seulement du point de vue de l'art cinématographique, mais aussi tout à fait en accord avec la révolution prolétarienne ». La presse note également que le film porte un coup au cinéma d'aventure étranger : « à la lumière des exploits accomplis par les Daiblotins, les aventures « romanesques » de Harry Piel et de ses semblables font pâle figure ».

## Suites
- 1926 : Le Tombeau de Savur (ru) (Савур-могила)
- 1926 : Illan-Dilli (ru) (Иллан Дилли)